# Napoleon and Samantha
Napoleon and Samantha (en España: Napoleón y Samantha) es una película estadounidense de 1972, del género drama de aventuras, dirigida por Bernard McEveety y protagonizada por Johnny Whitaker y Jodie Foster.

## Trama
Napoleón, de 11 años, vive con su abuelo. Él y su abuelo adoptan un león llamado Major cuando por casualidad conocen a un viejo payaso que no puede llevarlo de regreso a Europa. El viejo león tiene mala dentadura y solo bebe leche, por lo que pusieron a Major en la jaula del pollo para que lo cuidara. Cuando el abuelo de Napoleón muere de viejo, Napoleón le pide a un joven estudiante de posgrado llamado Danny que le ayude a enterrar a su abuelo. Inseguro sobre su futuro, Napoleón huye con el león, un gallo como mascota y su amiga Samantha, de ocho años, para tratar de encontrar a Danny, ahora un pastor de cabras que vive en las montañas, y así Napoleón puede evitar ser enviado a un orfanato.
En su camino, los dos niños se topan con muchos peligros. Napoleón casi se cae por un acantilado, pero Major logra levantarlo con una cuerda. Tienen que cruzar un río que a Major no le gusta, ya que la mayoría de los gatos le tienen miedo al agua. Un puma ataca al gallo de Napoleón, pero Major derrota fácilmente al gato, mucho más pequeño, y lo persigue hasta un árbol. Mientras Napoleón busca madera, se encuentra con un oso negro enojado que lo persigue hasta donde Samantha descansa con Major. Al principio, Major está demasiado cansado y quiere dormir mientras Samantha intenta desesperadamente despertarlo. Pero tan pronto como el león escucha el rugido del oso, se levanta para desafiar a su oponente y proteger a los niños. Como el oso tiene un tamaño mucho más parecido al de Major que el del puma, las dos bestias luchan duro, pero Major finalmente toma ventaja y el oso huye.
Finalmente, los niños encuentran la cabaña de Danny y él los acoge con la esperanza de convencer a Napoleón de que los orfanatos en realidad no son tan malos. Danny deja a los niños con un hombre llamado Mark Pierson e intenta encontrar a la familia de Samantha para notificarles, pero es arrestado y acusado de secuestrar a los niños. Mientras está en la comisaría, Danny ve una foto de Mark, que resulta ser un psicópata peligroso y escapa para rescatarlos. Roba una motocicleta y la policía lo persigue hasta su cabaña, donde encuentran y arrestan al hombre buscado.
Cuando las cosas vuelven a la normalidad, Napoleón toma a Major e intenta huir nuevamente para vivir con los indios, pero Danny lo alcanza. Danny explica que los indios ya no viven en la naturaleza y que Napoleón debería probar el cuidado de crianza con la promesa de que Major podría quedarse en las montañas y vivir con él. Napoleón está de acuerdo y regresan a la cabaña de Danny.

## Reparto
- Johnny Whitaker: Napoleón Wilson
- Jodie Foster: Samantha
- Michael Douglas: Danny
- Will Geer: Abuela Seth Wilson
- Arch Johnson: Jefe de policía
- Henry Jones: Mr. Gutteridge